# 177659 Paolacel
177659 Paolacel è un asteroide della fascia principale. Scoperto nel 2005, presenta un'orbita caratterizzata da un semiasse maggiore pari a 2,3722771 UA e da un'eccentricità di 0,1147644, inclinata di 5,50046° rispetto all'eclittica.